# Ophiotrema tertium
Ophiotrema tertium är en ormstjärneart som beskrevs av Jean Baptiste François René Koehler 1922. Ophiotrema tertium ingår i släktet Ophiotrema och familjen knotterormstjärnor. Inga underarter finns listade i Catalogue of Life.